# Cordova (Cebu)

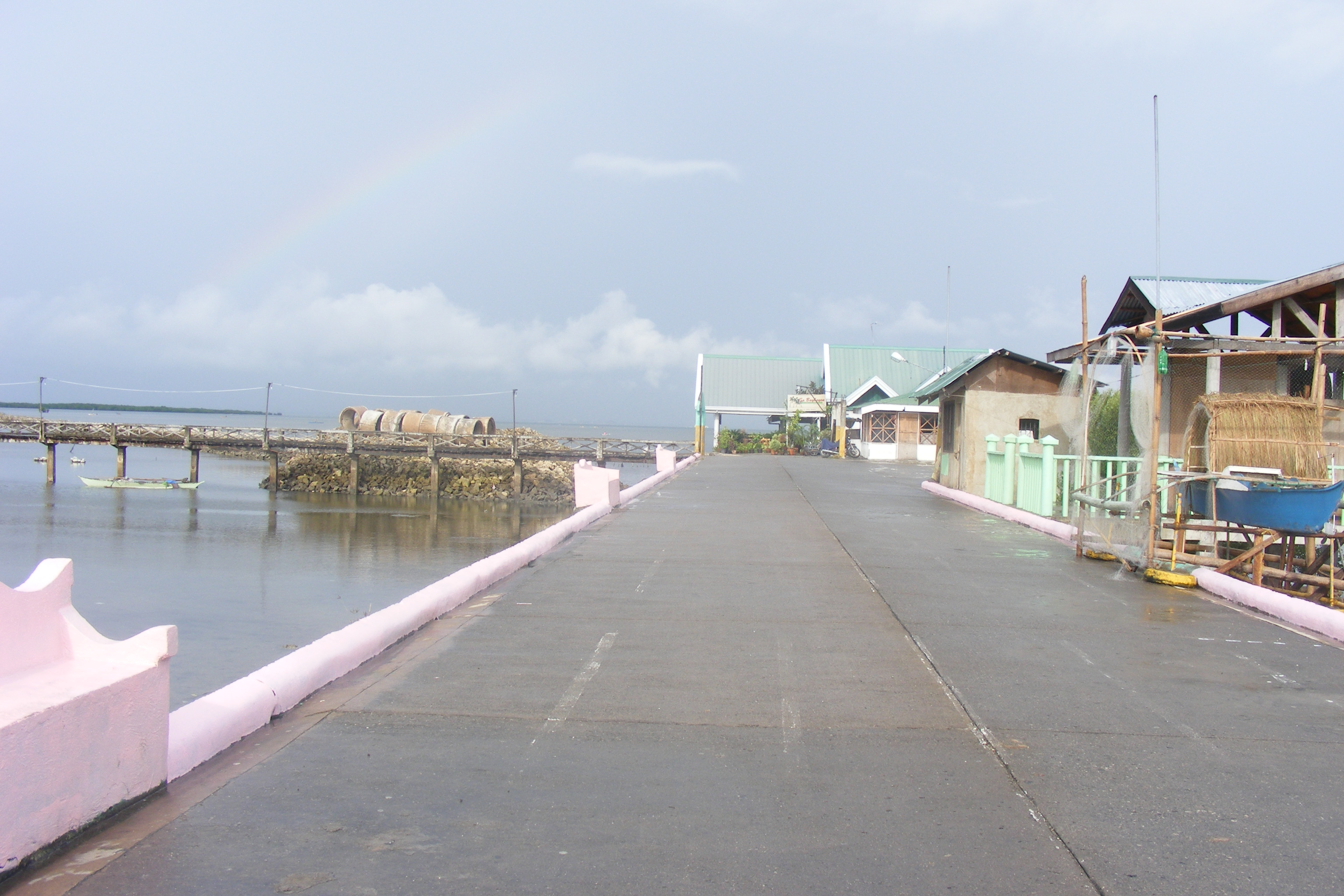
DAY-AS Broadwalk im Dezember 2010

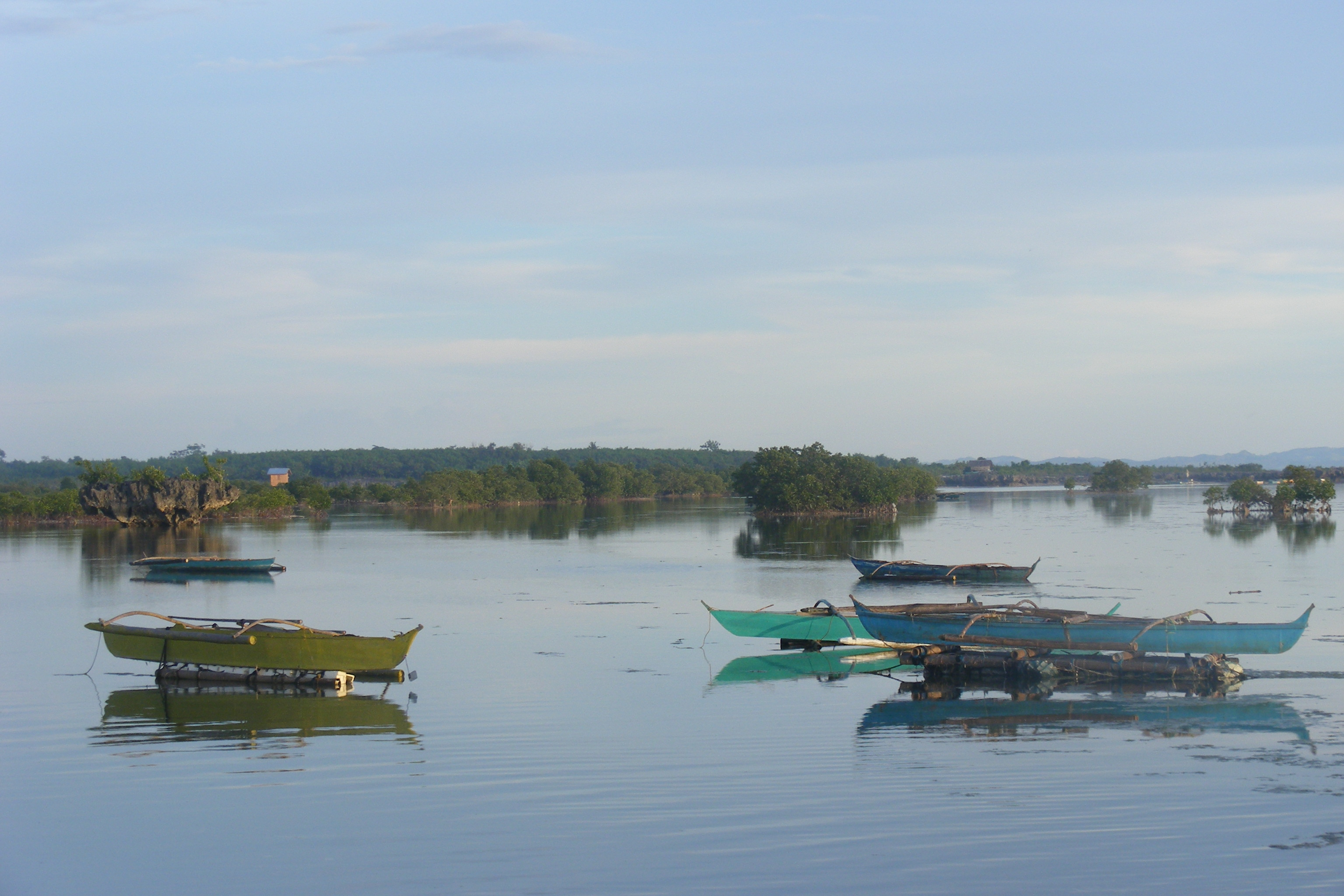
Mangrovenwälder am Kamampay Public Beach

Cordova oder Cordoba (spanische Schreibweise) ist eine philippinische Stadtgemeinde in der Provinz Cebu. Sie hat 59.712 Einwohner (Zensus 1. August 2015).
Bürgermeisterin der Stadtgemeinde („municipality“) ist Mary Therese P. Sitoy-Cho als Nachfolgerin von Atty. Adelino Sitoy.
Cordova liegt auf einer Insel die der Südspitze der Insel Mactan vorgelagert ist.
Sie ist mit der Hauptinsel Mactan und der Nachbargemeinde Lapu-Lapu City über drei Brücken verbunden.
Cordova ist ein ruhiger und etwas abgeschiedener Ort.
Die Stadtgemeinde ist Teil der Metropolregion Metro Cebu und umfasst ein Territorium von 740,86 Hektar der Hauptinsel
und ca. 48,76 Hektar auf kleinen Inseln, die der Stadtgemeinde angeschlossen sind.
Die Namen der Inseln lauten wie folgt: Gilutongan, Nalusuan, Shell, Tongo and Lava.

## Wirtschaft
Die Wirtschaft der Stadt Cordova wird geprägt durch Fischerei und Handel. 20 % Prozent der Haushalte sind direkt
vom Fischfang abhängig. 2007 wurden insgesamt 1.543 aktive Fischer gezählt.
Der Großteil der wirtschaftlichen Aktivitäten wird durch den Handel bestritten, den Rest teilen sich Tourismus und der industrielle Sektor, der letztgenannte beschränkt sich hierbei auf Abbau und Verarbeitung des „Mactan-Steins“, eines Kalksteins, der Abbau ist in den Barangays Cogon und Ibabao beheimatet.

## Bildungssystem
Die Gemeinde Cordova verfügt über 10 öffentliche und 2 private Grundschulen, 1 öffentliche und 1 private Oberschule.
75 % der Bevölkerung über 21 Jahre haben eine abgeschlossene Grund- und Oberschulausbildung, 23 % haben eine abgeschlossene oder angefangene Fach- und Hochschulausbildung. 2 % der über 21-Jährigen werden als Analphabeten angegeben.

## Tourismus und Sehenswürdigkeiten
Auf dem Territorium der Stadtgemeinde befinden sich insgesamt 6 Hotels mit insgesamt 118 Zimmern und 50 Bungalows,
die Anzahl der zur Verfügung stehenden Betten wird nicht angegeben.
Da der Tourismus sich zu einem wichtigen Wirtschaftszweig in Cordova entwickelt hat, wird durch die Stadtverwaltung in den letzten Jahren auch die Entwicklung des Öko Tourismus vorangetrieben.
Seit Anfang der 1990er Jahre wurden zwei marine Naturschutzgebiete ausgewiesen, die auch dem Tauchtourismus offenstehen.
Die beiden Schutzgebiete Gilutongan Marine Sanctuary und Nalusuan Marine Sanctuary umfassen ein Gebiet von ca. 26 Hektar, sind aber territorial getrennt.
Der Day-as Boardwalk and Marine Park befindet sich auf der Hauptinsel und bietet den besten Zugang zu den Überschwemmungsgebieten mit seinen typischen Mangrovenwaldbeständen, diese sich Hauptsächlich an den westlichen Uferlinien der Hauptinsel erstrecken und ca. 100 Hektar des Gemeindegebietes umfassen.
Der Kamampay Public Beach befindet sich in den Baranggays Buagsong und Catarman und zeichnet sich durch seine Mangrovenwaldbestände und seine großen Flachwassergebiete bei Ebbe aus.
In der Nähe der Stadt befindet sich das Olango Wildlife Santuary, welches mittels Schiff von Cordova erreichbar ist.

## Geographie, Geologie & Klima
Geographisch liegt die Gemeinde Cordova auf einer Insel die zusammen mit der Insel Mactan, der langgestreckten Insel Cebu fast mittig vorgelagert, von Cebu Island getrennt durch den Cebu Kanal und gegenüber der Insel Bohol getrennt durch die Straße von Cebu.
Die zur Stadt gehörenden beiden Inseln Gilutongan und Nalusuan gehören geographisch zum Olango-Archipel.
Der Untergrund der Stadt besteht fast vollständig aus Muschelkalkstein, der geologisch der Carcar-Formation zugeordnet wird, dessen Entstehung in die Grenze des Pliozän-Pleistozän, also ca. 3 bis 2 Mio. Jahre, datiert wird.
Die Topographie Cordovas wird als Flachland angegeben, die höchste Erhebung befindet sich 10 Meter über dem Meeresspiegel.
Nach der gängigen Klimaklassifikation wird das Klima in Cordova dem Typ 3 zugeordnet, dieses bedeutet die Jahreszeiten sind hier nicht sehr ausgeprägt und wird als Schwülwarm klassifiziert.
In den Monaten von November bis April ist es relativ trocken und der Rest des Jahres ist durchweg regenreich.
In Cordova und den angrenzenden Regionen gibt es im Durchschnitt 10,3 Regentage pro Monat. Das Maximum liegt in den
Monaten Juli (182,1 mm), September (164,2 mm) und Oktober (208,5 mm) mit durchschnittlich 14 Regentagen pro Monat, das Minimum liegt im April mit 53,9 mm und durchschnittlich 4 Regentagen. Der jährliche Gesamtniederschlag liegt bei 1388,7 mm.
Die höchste durchschnittliche Tagestemperatur hat der Mai mit 29,2 °C und die niedrigste der Januar mit 26,9 °C. Die jährliche Durchschnittstemperatur von Cordova liegt mit 28 °C um 1,5 °C über der Durchschnittstemperatur der Philippinen.

## Baranggays
Cordova ist politisch in 13 Baranggays unterteilt, davon befinden sich zehn entlang der Küstenlinie, zwei im Inland der Insel und eine Baranggay auf der Insel Gilutongan.
- Alegria
- Bangbang
- Buagsong
- Catarman
- Cogon
- Dapitan
- Day-as
- Gabi
- Gilutongan
- Ibabao
- Pilipog
- Poblacion
- San Miguel